# 7403 Choustník
7403 Choustník là một tiểu hành tinh vành đai chính với chu kỳ quỹ đạo là 1643.0342809 ngày (4.50 năm). It có vận tốc quỹ đạo trung bình là 18.0614821 km/s.
Nó được phát hiện ngày 14 tháng 1 năm 1988 ở đài thiên văn Klet.
Nó được đặt theo tên Choustník, a castle constructed in the mid-thirteenth century.